# Frankoprovensalska
Frankoprovensalska (francoprovençal, arpitan), francoprovençalska, arpitanska, är ett regionalt galloromanskt språk som talas i Italien (Aostadalen, Piemonte), i Schweiz (kantonerna Fribourg, Valais, Vaud, Neuchâtel, Genève och Bern) och i Frankrike (Auvergne-Rhône-Alpes, Franche-Comté, Savojen och en liten del av Bourgogne).

## Ursprung och beskrivning
Namnet frankoprovensalska kommer från att språket betraktats som ett slags mellanting mellan de nordliga galloromanska språken, langue d'oïl (franska) och de sydliga langue d'oc (occitanska, provensalska). Idag ses dock frankoprovensalskan inte som en blandning mellan franskan och occitanskan utan som en egen gren av de galloromanska språken. Därför lanserades den alternativa benämningen arpitanska (efter ett lokalt ord med betydelsen bergsbo – jämför Alperna) i början av 1970-talet.
Språket har aldrig använts som administrativt språk i någon stat (den chansen missades när Savojen valde franska) och har heller aldrig utvecklat någon litterär tradition. I Romandiet i Schweiz har det med tiden trängts undan av franskan, liksom i Frankrike. Starkast ställning har språket idag i Aostadalen på den italienska sidan av Alperna. Denna isolerade alpregion låg bortom de italienska kulturområdena, samtidigt som den inte påverkades av språkcentraliseringen kring franskan i Frankrike. Motsvarande centralisering kring ett nationalspråk kom i Italien långt senare, delvis på grund av att nationen föddes först efter mitten av 1800-talet.

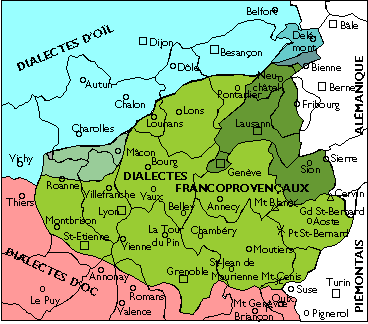
Området där frankoprovensalska/arpitanska talas. Ursprungskälla: Centre de dialectologie de l'Université de Neuchâtel.

## Dialekter (dialektgrupper)
- i Frankrike:
  - Savoyard (Savoyen)
  - Dauphinois (Dauphiné)[6]
  - Lyonnais (Lyonnais)[7]
  - Bressan (Bresse)
  - Forézien

- i Schweiz:
  - Valaisan (Valais)
  - Fribourgeois (Fribourg)
  - Vaudois (Vaud)

- i Italien:
  - Valdôtain (Val d'Aosta)

## Källhänvisningar
1. ↑  ”Arpitan”. Ethnologue. http://www.ethnologue.com/18/language/frp/. Läst 25 juli 2017.
2. ↑  ”Ethnologue report for language code: frp”. Arkiverad från originalet den 5 mars 2016. https://web.archive.org/web/20160305022907/http://archive.ethnologue.com/16/show_language.asp?code=frp. Läst 30 april 2016.
3. ↑  "A propos d'Arpitan.com". Arkiverad 18 augusti 2014 hämtat från the Wayback Machine. Arpitan.com. Läst 19 september 2014. (franska)
4. ↑  "Dictionnaire FREELANG : Arpitan savoyard". Freelang.com. Läst 19 september 2014. (franska)
5. ↑  Meune, Manuel (2007/09): "Le franco(-)provençal entre morcellement et quête d’unité : histoire et état des lieux". Ulaval.ca. Läst 19 september 2014. (franska)
6. ↑  "Le nouveau Lexique Dauphinois". Electriccafe.org. Läst 19 september 2014. (franska)
7. ↑  "Dictionnaire lyonnais". Parlerlyon.free.fr. Läst 19 september 2014. (franska)